# Anytos (Sohn des Anthemion)
Anytos (altgriechisch Ἄνυτος Ánytos) war ein antiker athenischer Unternehmer und Politiker. 
Anytos war Sohn des Anthemion. Er war ein in der Lederverarbeitung tätiger wohlhabender Athener.
409 v. Chr. wurde er als Strategos mit einer Flotte nach Pylos gesandt, unterwegs aber durch Stürme zur Umkehr gezwungen.
Von der Oligarchie der Dreißig wurde er in die Verbannung geschickt. Zusammen mit Thrasybulos stürzte er diese im März 403 v. Chr. 
Anytos gehörte zum Kreis des Philosophen Sokrates und tritt deshalb in Platons Menon als Figur auf. Dann überwarf er sich aber mit Sokrates und war 399 v. Chr. mit Meletos und Lykon einer der Ankläger in dem Prozess, der zu Sokrates’ Tod führte. Berichte, denen zufolge er deswegen erneut verbannt (Diogenes Laertios) oder angeblich in Herakleia am Pontos gesteinigt wurde (Themistios), sind erst Jahrhunderte später verfasst worden und deshalb zweifelhaft.